# The Adventures of Bottle Top Bill and His Best Friend Corky
The Adventures of Bottle Top Bill and His Best Friend Corky (no Brasil, As Aventuras de Bill Tampinha e Sua Melhor Amiga Corky) é uma série de desenho animado australiana infantil produzida pela ABC de 2005 até 2009. A série utiliza um estilo de animação que mistura recortes com flash, CGI e stop-motion. Tem como propósito educativo incentivar a criatividade e imaginação das crianças.
No Brasil a série foi exibida pelos canais abertos TV Escola e TV Brasil até 2013.

## Enredo
A série mostram as aventuras de Bill, um homem que junto de sua amiga Corky viajam por um mundo mágico e imaginário do qual eles juntos de seus amigos passam pelas mais variadas aventuras pelo mundo seja na fazenda, no espaço, no oceano ou no mundo mágico. Algo notável no desenho é que cada personagem e cenário são constituídos de objetos recicláveis como latinhas, garrafas, caixas entre outras coisas que vão sendo montadas a cada cena.

## Personagens
- Bill Tampinha (Bottle Top Bill) - Um dos protagonistas do desenho junto de Corky. Um sujeito amarelo, de roupas azuis e um chapéu inseparável. Ele é o melhor amigo de Corky, um homem calmo que sempre está disposto a ajudar seus vários amigos no mundo. Mora numa casa humilde em meio aos bosques, porém vive viajando com vários transportes que as vezes surgem do nada. Ele sempre termina os episódios dizendo "Quando você está certa Corky, você está certa".
- Corky - A outra protagonista do desenho e melhor amiga de Bill. Ela é uma criatura quadrúpede e amarela muito semelhante a um cavalo. Mora junto dele em sua casa e sempre o acompanha em suas aventuras ajudando seus amigos. Ela é mais compulsiva e determinada, por vezes até ansiosa. Embora tendo a forma de um animal quadrúpede ela faz muitas coisas que um ser humano faz. As vezes costuma carregar o Bill em suas costas.
- Dona Apito (Mrs Whistlehead) - Uma fazendeira amiga de Bill e Corky. Mora numa fazenda junta de seu cachorro Timmy e é dona de um rebanho de ovelhas que muitas vezes é alvo do Grande Selvagem Peludo de roubá-las. Sempre pede para Bill e Corky protegerem suas ovelhas geralmente lhes dando coisas em troca, geralmente uma torta. Tem um cachorrinho de estimação.
- Grande Selvagem Peludo (Great Wild Woolly) - O principal antagonista do desenho. Um bode selvagem que vive tentando roubar as ovelhas da Dona Apito para junta-las ao seu grupo selvagem das montanhas. É muito esperto e ardiloso sempre bolando planos para tentar roubar o rebanho de Bill e Corky embora frequentemente falhe. Se comunica através de berros, não fala.
- Dandy, a Fada - Uma fada vinda do mundo mágico amiga de Bill e Corky. Ela é capaz de criar um pó mágico capaz de fazer várias mágicas, entre elas florescer plantas. Possui uma irmã gêmea chamada Brandy.
- Manhoso, o Gnomo (Tricky the Troll) - Um gnomo vindo do mundo mágico amigo de Bill e Corky. Embora seja descrito como gnomo na dublagem brasileira ele na verdade é um trol. A princípio apareceu como vilão ao roubar as asas de Dandy, mas logo se tornou amigo. Mesmo após se redimir continuou com sua personalidade arrogante e egoísta. Ele também não é muito esperto.
- Jojô, o Lixossauro (Joe, the Junkosaur) - Um dinossauro da raça Lixossauro amigo de Bill e Corky. Ele conheceu os dois após ser salvo de um caçador que queria prendê-lo se tornando amigo deles desde então. Mora numa ilha com um vulcão no meio do mar junto de seus pais. Tanto ele quanto os seus pais se alimentam de lixo.
- Sandy, o Espantalho - Um espantalho com vida própria amigo de Bill e Corky. Trabalha na fazenda da Dona Apito junto do Fazendeiro Sam protegendo os pomares delas, apesar de ser grande amigo dos pássaros. Chega a acompanhar Bill e Corky em algumas aventuras.
- Ned - Um garoto vindo da cidade amigo de Bill e Corky. É bastante encrenqueiro e é conhecido por tornar tudo que toca em desastres mesmo que sendo sem querer.
- Ronco, o Dragão (Rumble the Dragon) - Um dragão vindo do mundo mágico amigo de Bill, Corky e Dandy.
- Cedric, o Cientista - Um cientista amigo de Bill e Corky que mora numa ilha no meio do oceano. Os ajuda muitas vezes em suas aventuras com seus inventos.
- Fazendeiro Sam - Um fazendeiro que trabalha na fazenda da Dona Apito trabalhando nas encomendas. É amigo de Bill, Corky e Sandy.
- Tamo - Um alienígena ciclope amigo de Bill e Corky. Ele é conhecido por se alimentar de pedras.